# Kočevarjeva ulica, Novo mesto
Kočevarjeva ulica je ena od ulic v Novem mestu. Od leta 1993 se imenuje po gradbeniku Ivanu Kočevarju. Do leta 1930 je bila del ulice Kettejev drevored. Ulica danes obsega 32 hišnih številk, poteka pa v Bršljinu med Ljubljansko cesto in Cesto brigad.